# Scheat
Scheat (Beta Pegasi, β Peg) – druga co do jasności gwiazda w gwiazdozbiorze Pegaza (wielkość gwiazdowa: 2,44m), jej odległość od Słońca to ok. 196 lat świetlnych.

## Nazwa
Gwiazda ma tradycyjną nazwę Scheat, która wywodzi się od arabskiego ‏ساعد‎ sāʿid, „przedramię”; arabscy astronomowie znali ją też pod nazwą ‏منكب الفرس‎ Mankib al Faras, „ramię konia”, co odnosi się do figury Pegaza. Razem z α i γ Pegasi oraz α Andromedae tworzy na niebie tzw. Wielki Kwadrat Pegaza. Międzynarodowa Unia Astronomiczna w 2016 formalnie zatwierdziła użycie nazwy Scheat dla określenia tej gwiazdy.

## Charakterystyka
Scheat jest gwiazdą z pogranicza olbrzymów i jasnych olbrzymów o typie widmowym M2,5, jego absolutna wielkość gwiazdowa to −1,45m. Gwiazda ta ma temperaturę powierzchniową sięgającą 3700 K, jej jasność jest 1500 razy większa od słonecznej (w świetle widzialnym 340 razy). Masa tej gwiazdy jest około 2,1 razy większa od masy Słońca, promień zaś jest ok. 95 razy większy od słonecznego.
Scheat jest gwiazdą zmienną półregularną, której jasność waha się w przedziale od 2,31m do 2,74m. Gwiazda ma dwóch optycznych towarzyszy, składnik B o wielkości gwiazdowej 12,00m odległy o 129,6″ oraz składnik C o wielkości gwiazdowej 10,54m odległy o 264,1″ (pomiary z 2015 roku).